# Notoplax macandrewi
Notoplax macandrewi is een keverslakkensoort uit de familie van de Acanthochitonidae. De wetenschappelijke naam van de soort is voor het eerst geldig gepubliceerd in 1925 door Iredale & Hull.